# A Daughter of Dixie
A Daughter of Dixie er en amerikansk stumfilm fra 1910 af Sidney Olcott.

## Medvirkende
- Gene Gauntier - Miss Betsy